# Heavy Horses
| Críticas profissionais | Críticas profissionais |
| Avaliações da crítica  | Avaliações da crítica  |
| Fonte                  | Avaliação              |
| ---------------------- | ---------------------- |
| Allmusic               | 4 de 5 estrelas.       |

Heavy Horses é o décimo primeiro álbum de estúdio da banda britânica Jethro Tull, um dos últimos a trazer a mistura de estilos acústico, celta e rock que seria aos poucos deixado de lado em prol da música sintetizada. 
Juntamente com Songs from the Wood e Stormwatch ele representa a realização de um ideal - trazer para canções de rock  assuntos até então intocados; aqui são temas ecológicos e regionais. Heavy Horses foi amplamente aclamado pela crítica, especialmente em suas apresentações ao vivo.

## Faixas
Todas as canções por Ian Anderson
1. "...And The Mouse Police Never Sleeps" - 3:11
2. "Acres Wild" - 3:22
3. "No Lullaby" - 7:54
4. "Moths" - 3:24
5. "Journeyman" - 3:55
6. "Rover" - 4:59
7. "One Brown Mouse" - 3:21
8. "Heavy Horses" - 8:57
9. "Weathercock" - 4:02

Faixas bónus
1. "Living in These Hard Times" – 3:10
2. "Broadford Bazaar" – 3:38

## Músicos
- Ian Anderson - vocais, flauta, mandolim, violão
- Martin Barre - guitarra
- Barriemore Barlow - percussão, bateria
- John Evan - órgão, piano
- David Palmer - teclado, arranjos orquestrais
- John Glascock - baixo (não creditado), vocais de apoio